# Дольна Поруба
Дольна Поруба (словац. Dolná Poruba) — село, громада округу Тренчин, Тренчинський край. Кадастрова площа громади — 22.69 км².
Населення 788 осіб (станом на 31 грудня 2020 року).
Протікає річка Тепличка.

## Історія
Дольна Поруба згадується 1355 року.

## Населення
| Рік:            | 1994. | 2004.   | 2014.   | 2024.   |
| --------------- | ----- | ------- | ------- | ------- |
| Кількість осіб: | 904   | 845     | 788     | 794     |
| Різниця:        |       | -6,52 % | -6,74 % | +0,76 % |

| Рік:            | 2023. | 2024.   |
| --------------- | ----- | ------- |
| Кількість осіб: | 789   | 794     |
| Різниця:        |       | +0,63 % |